# Zamek w Borkach
Zamek w Borkach – zamek obronny z XVI w. w Borkach Wielkich (hromada Borki Wielkie, rejon tarnopolski, obwód tarnopolski) w Ukrainie. Warownia jest najstarszym zabytkiem historycznym w mieście.

## Topografia
W XVI w. zamek posiadał wysokie ściany wykonane z dębowych bali, które otaczały budynki mieszkalne i gospodarcze oraz cztery bastiony, które były umieszczone na rogach, z rzędami otworów strzelniczych. Od strony południowo-zachodniej znajdowała się brama wjazdowa wzmocniona ziemnymi wałami, których pozostałości przetrwały do lat 50. XX w.
Zamek został zbudowany na szczycie płaskiego wzgórza o wysokości 326 m n.p.m., które do końca lat 30. XX w. nosiło nazwę „Ohrydek”. Lewy brzeg rzeki Terebny (ukr. Теребна) u podnóża wzgórza tworzył stromy, porośnięty krzewami stok, który do dziś nazywany jest „Krucza”. Doliny rzek Terebna i Hnizna (ukr. Гнізна), które łączą się w tym miejscu, tworzyły mocno podmokły, nieprzejezdny teren. Wraz z budową tamy, do której droga prowadziła łukiem od bramy wjazdowej zamku do młyna wodnego, duży staw miał tu rozlewisko. Od strony północno-wschodniej zamek otoczony był długim, głębokim wąwozem, co utrudniało podejście. Jedynie od strony południowo-wschodniej znajdował się otwarty płaski teren. Kilka kilometrów od tego miejsca wykopano głębokie rowy, wzmocnione grubymi balami, od których pochodzi współczesna nazwa traktu - „Za szańcami” (j. niem. Schanze – „rów, umocnienia ziemne”). Tak zobaczyli zamek jezuiccy misjonarze, którzy odwiedzili Tarnopol w 1608 r. w drodze do Kamieńca.
Zamek był wielokrotnie niszczony przez ataki tatarskie i wielokrotnie odbudowywany. Podczas kładzenia fundamentów budynków mieszkalnych przy ulicy Gagarina (sąsiadującej z dawnym zamkiem) w latach 1970-1980 budowniczowie natknęli się na ślady pożarów, fragmenty ze stali, groty strzał, kozackie gliniane fajki i inne artefakty, ale zostały one utracone, ponieważ nie przeprowadzono tam żadnych wykopalisk archeologicznych.

## Historia
W 1630 roku dzierżawca wsi Jan Sroczyński, podstarosta kamieniecki, otrzymał przywilej od Zygmunta III Wazy na zmianę wsi na miasto na prawie magdeburskim i budowę zamku z czterema basztami. 9 lipca 1643 r. Aleksander Koniecpolski, syn Stanisława, odwiedził schorowanego Mikołaja Potockiego, hetmana wielkiego koronnego, w zamku boreckim w celu konsultacji w sprawach wojskowych.
Latem 1649 r., podczas oblężenia Zbaraża i w wyniku postanowień traktatu zborowskiego, obiekt został doszczętnie zniszczony wraz z miastem, należącym do  Mikołaja Potockiego.
Akt lustracji dóbr Mikołaja Potockiego (1626-1675), syna Mikołaja, starosty królewskiego, właściciela dóbr zwanych państwem boreckim, z lat 1661-1664 zawiera następujący opis: „Zamek jest otoczony wałem, ale wrogowie go zniszczyli. Jest jednak brama, w której znajduje się komnata z pokojem. Jest tam piec i dobra krypta do przechowywania napojów. Inne domy zostały zniszczone i zburzone. W zamku znajduje się wiklinowa stajnia...”
Pod koniec XVII w. zamek został przebudowany. Wraz z ustaniem najazdów tatarskich po podpisaniu pokoju w Karłowicach 26 stycznia 1699 r. warownia straciła na znaczeniu jako budowla obronna. Dlatego w XVIII w. został odbudowany jako tak zwana „kamienna fortyfikacja”. Wraz z powstaniem starostwa boreckiego zamek stał się siedzibą starosty.
19 sierpnia 1759 r. generał-porucznik hr. Michał St. Kamiński (1688-1770) herbu Ślepowron, starosta borecki i zarządca majątku, wydał na zamku akt zezwalający na utworzenie parafii w sąsiedniej wsi Dyczków oraz akt nadania ziemi cerkwi Michała Archanioła w Chodaczkówie. Z czasem zmieniali się właściciele zamku. Ostatnim z tych, którzy otrzymali ziemię borecką wraz z dożywotnim tutejszym starostwem był kasztelan hr. Wiktoryn Zaleski (1765-1796).
Po I rozbiorze Polski w 1772 r. Galicja weszła w skład monarchii habsburskiej.  W 1782 r. starostwa zostały zniesione i wprowadzono jednostopniowy podział administracyjny (cyrkuł). W 1784 r. Wiktoryn Zaleski został zmuszony do wykupienia zamku wraz z miastem od guberni galicyjskiej i przejęcia go na własność.
Mapa austriackiego kartografa wojskowego Friedricha von Miega Koenigsreiches Galizien und Lodomerien 1779-1782 wyraźnie pokazuje zarysy zamku boreckiego z czterema bastionami połączonymi solidnym murem.
Właściciel zamku i miasta, hrabia Wiktoryn Zaleski, oraz jego kolejni posiadacze, hr. Adam Starzeński (1796-1825) i hr. Franciszek Wodzicki (1825-1840), nie mieszkali w nim na stałe i stopniowo tracili zainteresowanie obiektem. Zamek przestał być własnością i zaczął stopniowo podupadać. Za kolejnych właścicieli, hrabiów Baworowskich i ich potomków, obiekt przestał istnieć. Zamiast niego pojawiło się kilka murowanych domów, które służyły jako administracja dworu i były tymczasową rezydencją właścicieli majątku.
W ostatnim ćwierćwieczu XIX w. na austriackich wojskowych mapach topograficznych terenu Borek Wielkich widniało jeszcze umowne określenie z j. niem. Schl.(oss), oznaczające zamek, pałac lub majątek bez fortyfikacji obronnych. W 1896 r. ksiądz Petro Bilyński zauważył: „Po zamku nie ma już śladu, tylko bardzo długie doły piwne wykopane w twardej glinie w dość dobrym stanie. Znajduje się tu również dom zarządcy majątku, który został przebudowany z dawnej bramy i nadal nazywany jest portiernią. W czasach pańszczyzny mieszkał tam do 1848 r. urzędnik policyjno-sądowy, a w piwnicy znajdował się tymczasowy areszt. Wokół miejsca, gdzie niegdyś znajdował się zamek, nadal dobrze widoczny jest ziemny czworokątny wał”.